# Jules Virenque
Jules Virenque Chastain (Montpellier, 6 de febrero de 1824 - Mallorca, 29 de febrero de 1876) fue un fotógrafo y pintor francés que retrató a la sociedad mallorquina durante el siglo XIX.
El artista fue uno de los pioneros de la fotografía en el archipiélago balear. En su obra destaca el fondo de la colección que posee la Sociedad Arqueológica Lul-liana (SAL), el cual ha sido objeto de estudio, y que está formado por más de dos mil seiscientas placas de cristal de temáticas variadas; personas, arte religioso, arquitectura o paisajes. Es importante señalar la obra que comenzó junto a Bartomeu Ferrà del ‘Álbum Artístico de Mallorca’ –del que solo se publicó un volumen debido a la tempranera muerte de Virenque– y la colaboración ilustrada en las obras escritas del Archiduque Luis Salvador de Austria. 
El fondo, propiedad de la SAL, ha sido recuperado gracias al trabajo de Rosa de Aguilar y Pep Sabater. La obra de Virenque es de gran valor hoy en día ya que permite ambientar las costumbres de la sociedad a la época. 

## Vida

### Juventud
Hijo de Jean Noë Auguste Virenque y Marianne Pascale Chastain, fue el mayor de seis hermanos. Nació el 6 de febrero de 1824 en Montpellier. A los once años se fue a París para formar sus estudios como pintor. En 1841 regresó a Montpellier.

### España
El 1855 se trasladó a la isla española de Mallorca seducido por los relatos 'Monsiuer i Madame’ de Bardel sobre la isla. En 1858 se casó con Francisca Simó Cruelles. Juntos abrieron uno de los primeros estudios fotográficos en Palma de Mallorca, en la calle de los Huertos. Más tarde, se trasladaron a la costa de Can Muntaner.
Jules Virenque murió el 29 de febrero de 1876 a causa de la diabetes. Su viuda se hizo cargo del estudio y se convirtió en la primera mujer retratista de Mallorca. Francisca Simó murió el 17 de enero de 1922, siendo sus hijas Clotilde y Luisa quienes mantuvieron la empresa familiar hasta 1936.

## Obra

### Fotografía
Se desconoce la totalidad del legado de Jules Virenque. En la SAL se encuentran dos mil seiscientas placas de vidrio con imágenes tomadas por el fotógrafo. No se sabe cómo esta colección fue a parar a la SAL. El fondo ha sido recuperado gracias un proceso de rehabilitación –debido al mal estado en el que se encontraban las placas–. El Museo de Mallorca también conserva parte de las placas del fotógrafo. El resto de su obra está repartida en diferentes colecciones particulares. 

#### Recuperación del fondo fotográfico
En 2007 comenzó el proceso de rehabilitación y digitalización de las placas de vidrio de Virenque. La finalidad de este proceso fue la conservación y difusión del legado del artista. Rosa de Aguilar y Pep Sabater realizaron un trabajo inicial de estabilización y registro de la colección. Una vez detallado la totalidad de la serie, se llevó a cabo un proceso de limpieza, digitalización y almacenamiento de las placas de vidrio. En 2008 finalizó la restauración e inventario de la obra. 

#### Exposiciones
Una vez finalizada la recuperación de las placas, se llevó a cabo una exposición itinerante de Virenque en 2010. La muestra se exhibió en las localidades de Palma de Mallorca, Calviá, Esporlas, Inca, Valdemosa y Llucmajor. Estaba estipulado que la obra diera el salto a Montpellier pero no se realizó debido a problemas de gestión con las autoridades locales francesas.

### Pintura
Otra de las disciplinas en la que destacó fue en la pintura. De esta vertiente artística destacan algunas obras como el retrato imaginativo de Joan Crespí –encargado por el consistorio de Palma con motivo de la proclamación de Crespí como hijo ilustre el año 1870–, el cuadro de San Roque de la Parroquia de Valdemosa y el grabado del incendio del Teatro Principal o el dibujo de San Salvador de Artá. 

### Archiduque Luis Salvador

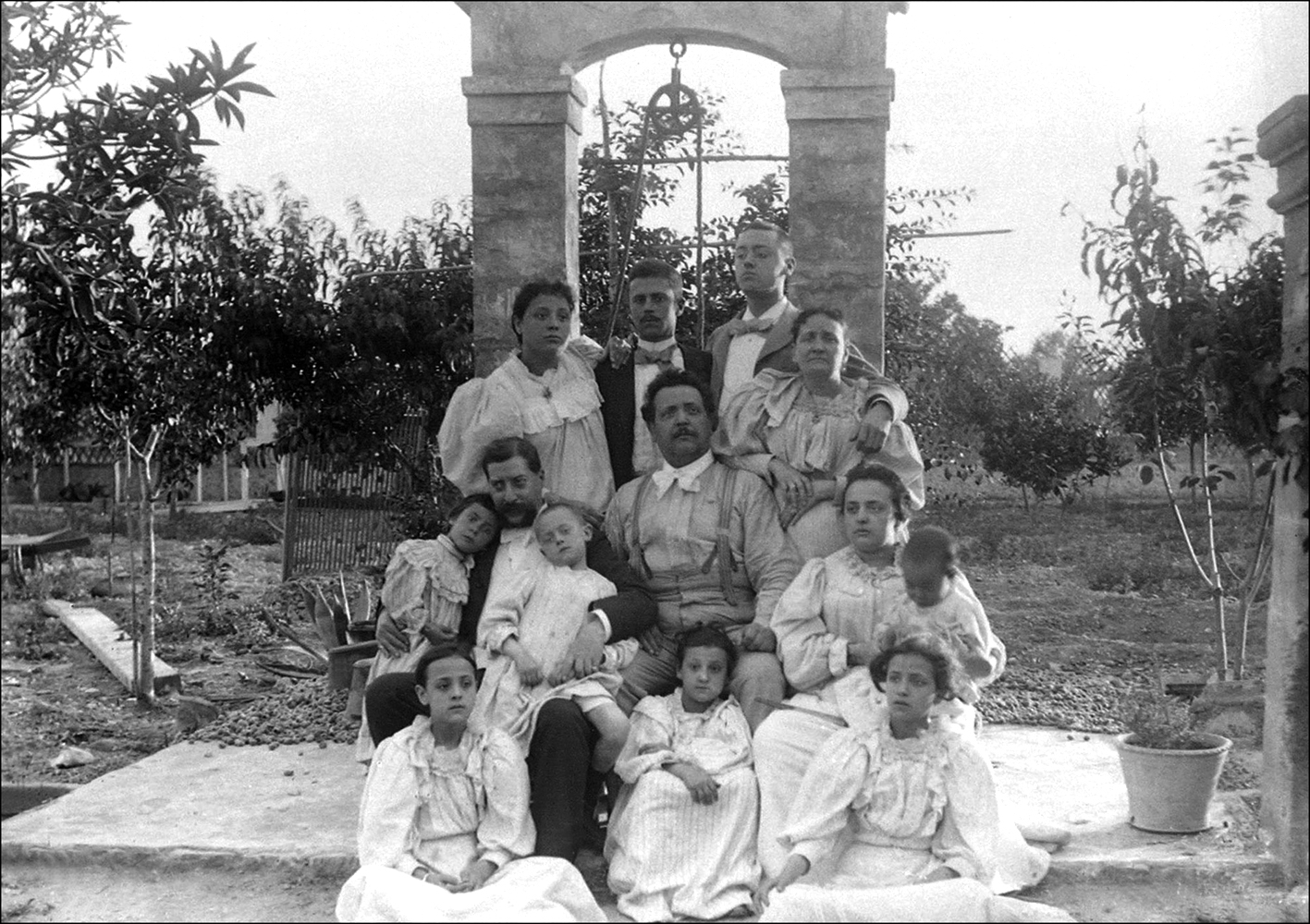
El Archiduque Luis Salvador posa junto a su familia ante la cámara del fotógrafo Jules Virenque.

Jules Virenque fue un artista polifacético. Sus colaboraciones con el Archiduque Luis Salvador están reflejadas en el ‘’Fons Virenque’’, donde se puede ver al célebre archiduque en una serie de imágenes donde sale retratado. 
De la relación con el archiduque hay constancia en unas cartas dirigidas a Jules y a su esposa Francisca, que forman parte del fondo de la Biblioteca Bartomeu March. También existen fotografías tomadas por Virenque a la familia de Luis Salvador de Austria.